# Санта-Фе (Аргентина)
Санта-Фе (исп. Santa Fe de la Vera Cruz) — административный центр провинции Санта-Фе, Аргентина.
Находится на северо-востоке Аргентины, недалеко от места слияния рек Парана и Саладо на берегу озера Сетубал, напротив города Парана. Города Санта-Фе и Парана связаны тоннелем имени Рауля Уранга — Карлоса Сильвестра Бегниса (исп. Túnel subfluvial Raúl Uranga — Carlos Sylvestre Begnis, бывший Эрнандарьяс), проходящим под рекой Парана. Тоннель был открыт в 1969 году.
В Санта-Фе около 405,6 тыс. жителей (данные 2016 года). Агломерация с населением более 900 тыс. человек (оценка на 2018 год) делает его девятым городом по численности населения в Аргентине.
Город расположен на огромной равнине, что затрудняет сток с соответствующим образованием озёр, ручьев и болот.
Расстояния до города Росарио — 165 км, 340 км до Кордовы, 475 км до Буэнос-Айреса и 25 км до города Парана.
Санта-Фе является коммерческим и транспортным центром богатого сельскохозяйственного района, который производит зерно, растительное масло и мясо.
Город является резиденцией Католического университета в Санта-Фе (открыт в 1959 году), Национального университета Побережья (основан как провинциальный университет в 1889 году и переименован в 1919 году), несколько музеев и множество зданий, построенных во времена колониализма.
Санта-Фе связан с Росарио (170 км к югу), самым крупным городом в провинции, автострадой им. Бригадного генерала Эстанислао Лопеса и Национальным шоссе № 11, которое продолжается на юг в сторону Буэнос-Айреса.

## История

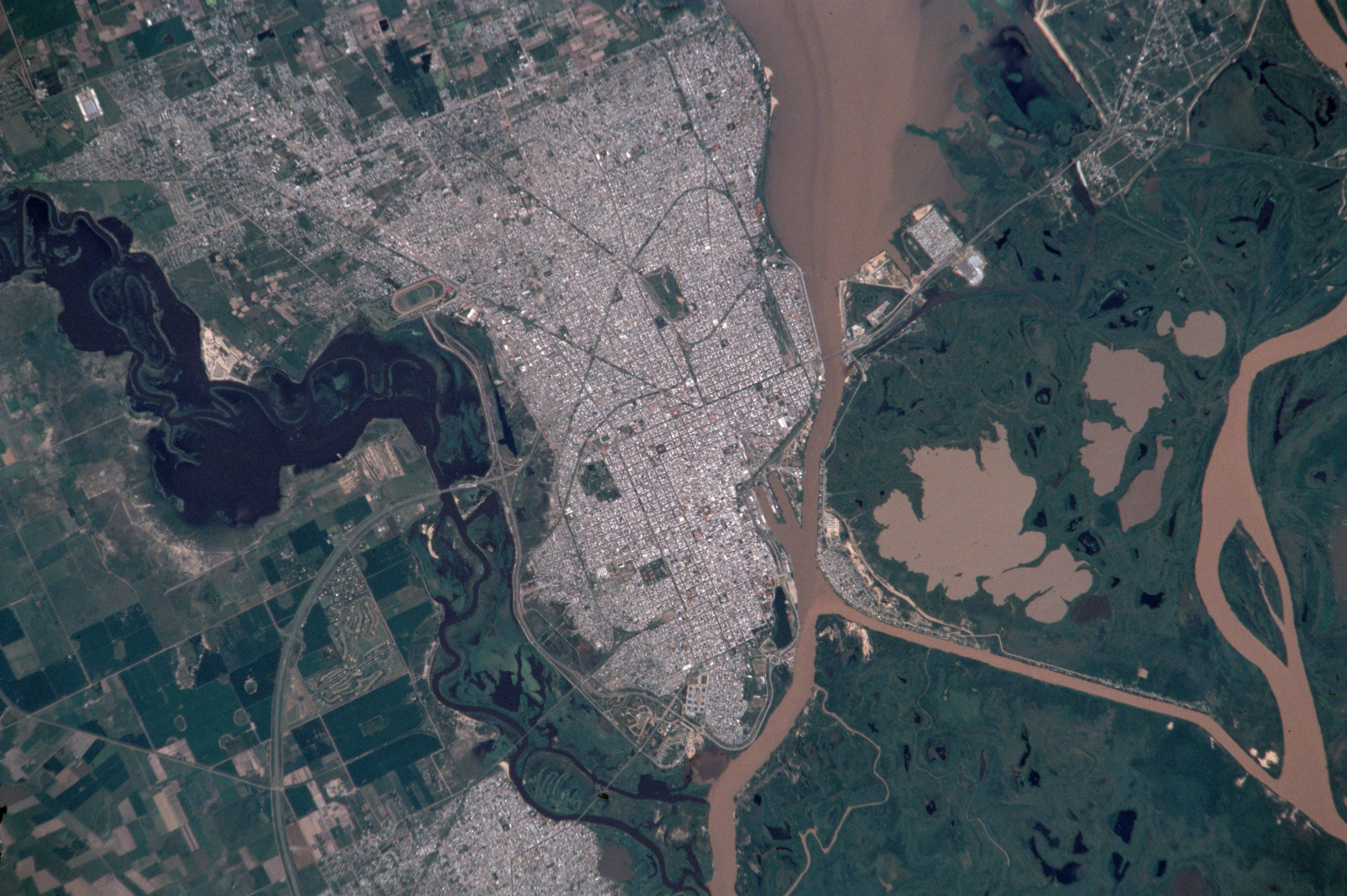
Санта Фе. Вид из космоса

Санта-Фе основан в 1573 году на месте современного посёлка Каяста (сейчас здесь исторический парк с могилой Эрнандарьяса (Эрнандо Ариаса де Сааведры (исп. Hernando Arias de Saavedra; 1561—1634), первого губернатора, родившегося в Южной Америке). Город был перенесён на современное место в 1653 году из-за постоянных затоплений Каясты рекой. Провинциальной столицей город стал в 1814 году, когда территория провинции Санта-Фе была выделена из провинции Буэнос-Айрес Национальным учредительным собранием.
Строительство подвесного моста (своего рода визитной карточки города) было завершено в 1924 году, хотя сильное наводнение частично разрушило его в 1983 году (второй мост, Orono, был открыт в 1971 году).
29 апреля 2003 года уровень реки Саладо, которая впадает в Парану около Санта-Фе, поднялся почти на 2 м (до 6,5 м) в течение нескольких часов после проливных дождей и вызвал катастрофическое наводнение. Не менее 100 000 человек пришлось эвакуировать, а также многие кварталы города остались под водой более чем на неделю. В том же году был открыт после ремонта подвесной мост, а в 2008 году старый район зерновых элеваторов был превращён в комплексы гостиниц и казино Лос-Силос и Сан-Мартин-стрит.
Роль города в аргентинской истории выразилась в выборе его в качестве места проведения Конституционной конвенции в 1949, 1957 и 1994 годах.

## Климат

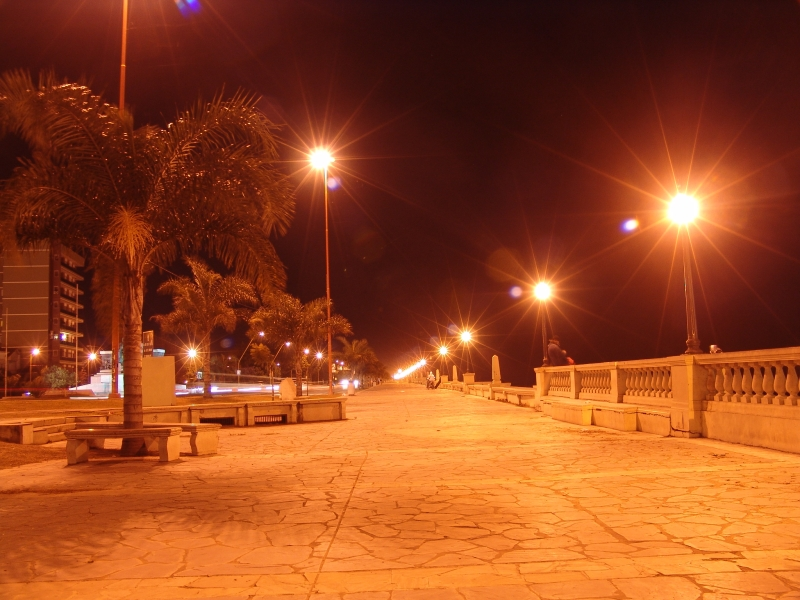
Городская набережная ночью

Климат города влажный субтропический. Зима, как правило, мягкая, хотя минимальная температура в холодные ночи может опускаться ниже 0 °C. Лето жаркое и влажное. Максимальное значение температуры превышало +45 °C, а выше +35 °C регистрируется каждый год. Осадки можно ожидать в течение всего года, хотя влажный сезон обычно летом. Грозы бывают сильные, с частыми молниями, мощными громовыми раскатами и интенсивными осадками.

## Жизнь города
В Санта-Фе множество важных коммерческих центров, объектов культуры, большие возможности для занятий спортом и в области туризма, многочисленные художественные и музыкальные события, захватывающая ночная жизнь.
Развитая инфраструктура, благодаря строительству автомобильных дорог и туннелей под рекой, вместе с красотой ландшафтов и различными достопримечательностями, предоставляет большие возможности для туризма и отдыха. Охота, рыбалка, экскурсии, прогулки по реке, водные виды спорта на реке Парана (18 км по Национальному шоссе № 168), посещение Центра космического наблюдения или зоо-экспериментальной станции «Фермерское хозяйство Эсмеральда», представляют большой интерес для туристов.

## Известные уроженцы
- Фернандо Бирри (1925—2017) — аргентинский кинорежиссёр, сценарист, актёр, теоретик кино. .
- Вирту Мараньо (1928—2004) — аргентинский композитор.
- Ариэль Рамирес (1921—2010) — аргентинский композитор.
- Херман Конти (1993-н.в) – аргентинский футболист, защитник Московского Локомотива

## Города-побратимы
- Санта-Фе-Спрингс, США (с 1960)
- Ипакарай, Парагвай (с 1978)
- Тетуан, Марокко (с 1987)
- Афула, Израиль (с 1994)
- Монтевидео, Уругвай (с 1996)
- Энкантаду, Бразилия (с 1996)
- Кальяо, Перу (с 1997)
- Кунео, Италия (с 1998)
- Розолини, Италия (с 1998)
- Канелонес, Уругвай (с 2003)
- Вильяльба-де-Лоса, Испания (с 2008)
- Хайдянь, КНР (с 2009)
- Алегрети, Бразилия (с 2011)
- Медельин, Колумбия (с 2011)
- Бэйбэй, КНР (с 2014)
- Брага, Португалия (с 2011)
- Арау, Швейцария
- Кейптаун, ЮАР
- Дурбан, ЮАР
- Икике, Чили
- Лагос, Нигерия
- Асунсьон, Парагвай
- Сьюдад-дель-Эсте, Парагвай
- Орландо, США
- Хайфа, Израиль